# Schistura breviceps
Schistura breviceps és una espècie de peix de la família dels balitòrids i de l'ordre dels cipriniformes.

## Morfologia
Els mascles poden assolir els 6,9 cm de longitud total.

## Distribució geogràfica
Es troba a la conca del riu Mekong al nord de Tailàndia, Myanmar i Xina (Yunnan).

## Amenaces
Les seua principal amenaça és la construcció de preses al riu Mekong.